# Visättra sportcenter

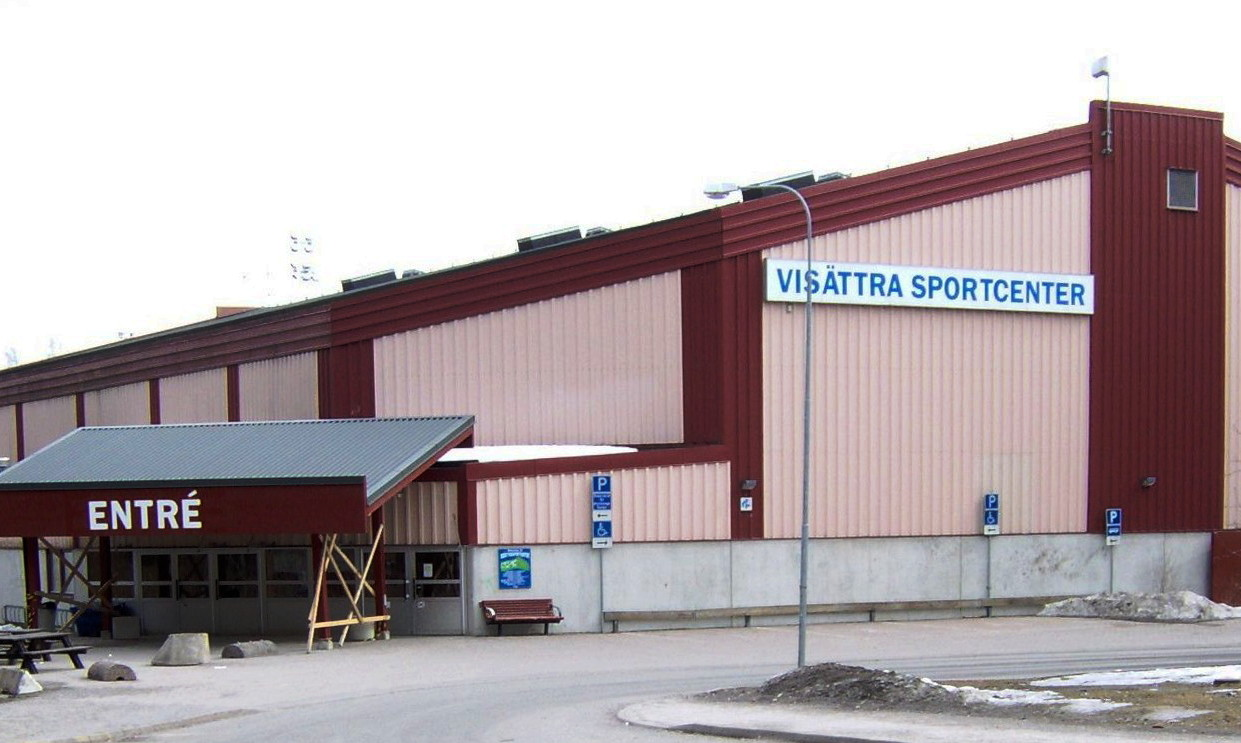
Visättra sportcenter, april 2006

Visättra sportcenter ligger i Huddinge kommun i kommundelen Flemingsberg i Visättra, söder om Stockholm.

## Beskrivning
I sportcentret, som räknas som en av de största i Storstockholmsområdet, finns konstfrusen ishockeyrink, bandyplan, fotbollsplaner med konstgräs och grusunderlag, tennisbanor, minigolf, och frisbeegolf. Två stycken hundklubbar bedriver sin verksamhet på anläggningen. Det finns även en frisbeegolfbana i utkanten av sportcentret.
Från Visättra sportcenter går promenadvägar och stigar genom Visättras dalgång till naturreservatet Flemingsbergsskogen samt ungefär 1,5–2 km till näraliggande Flemingsbergsviken. Sörmlandsleden och Huddingeleden stryker också förbi.

## Bilder

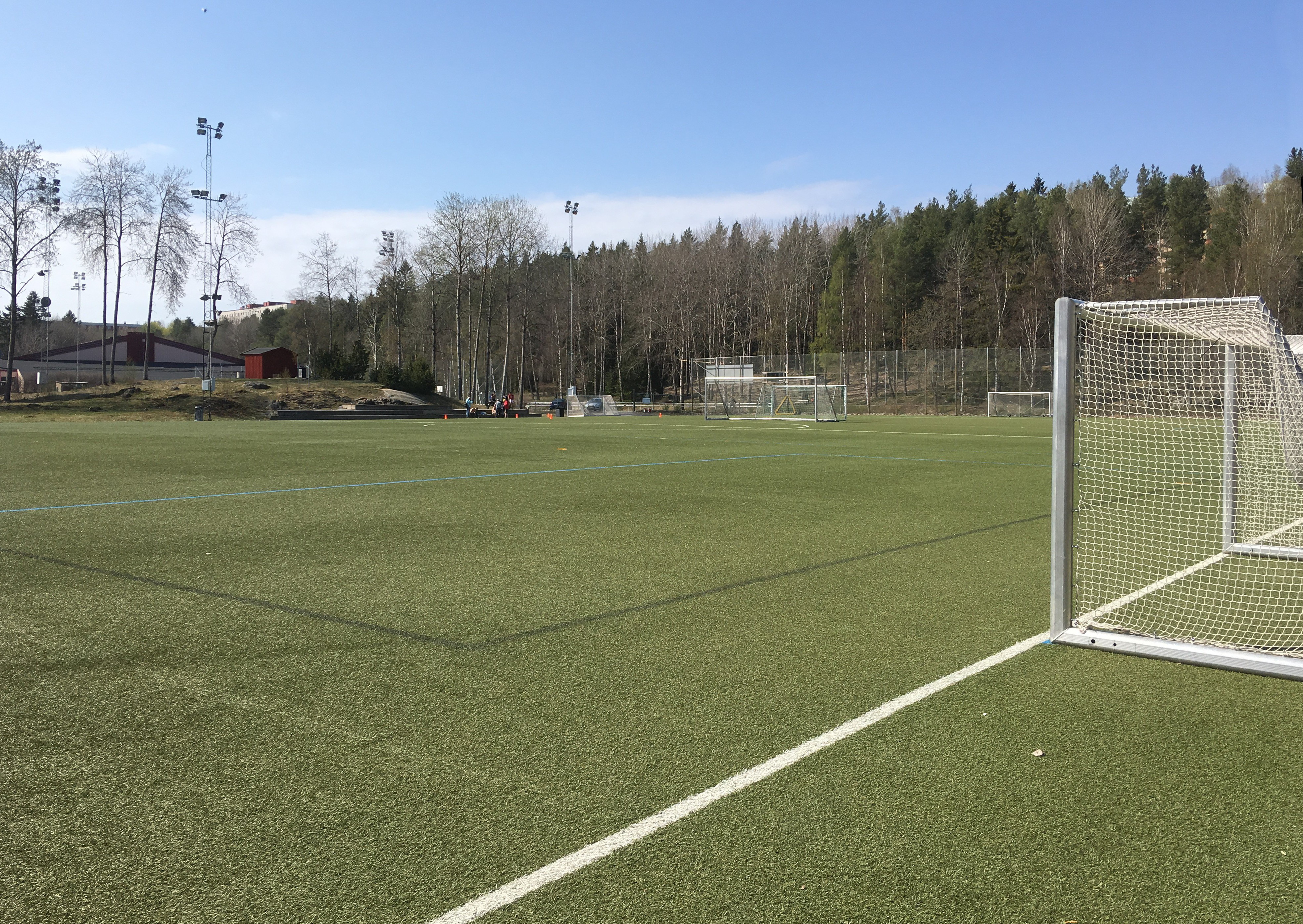
Visättra IP
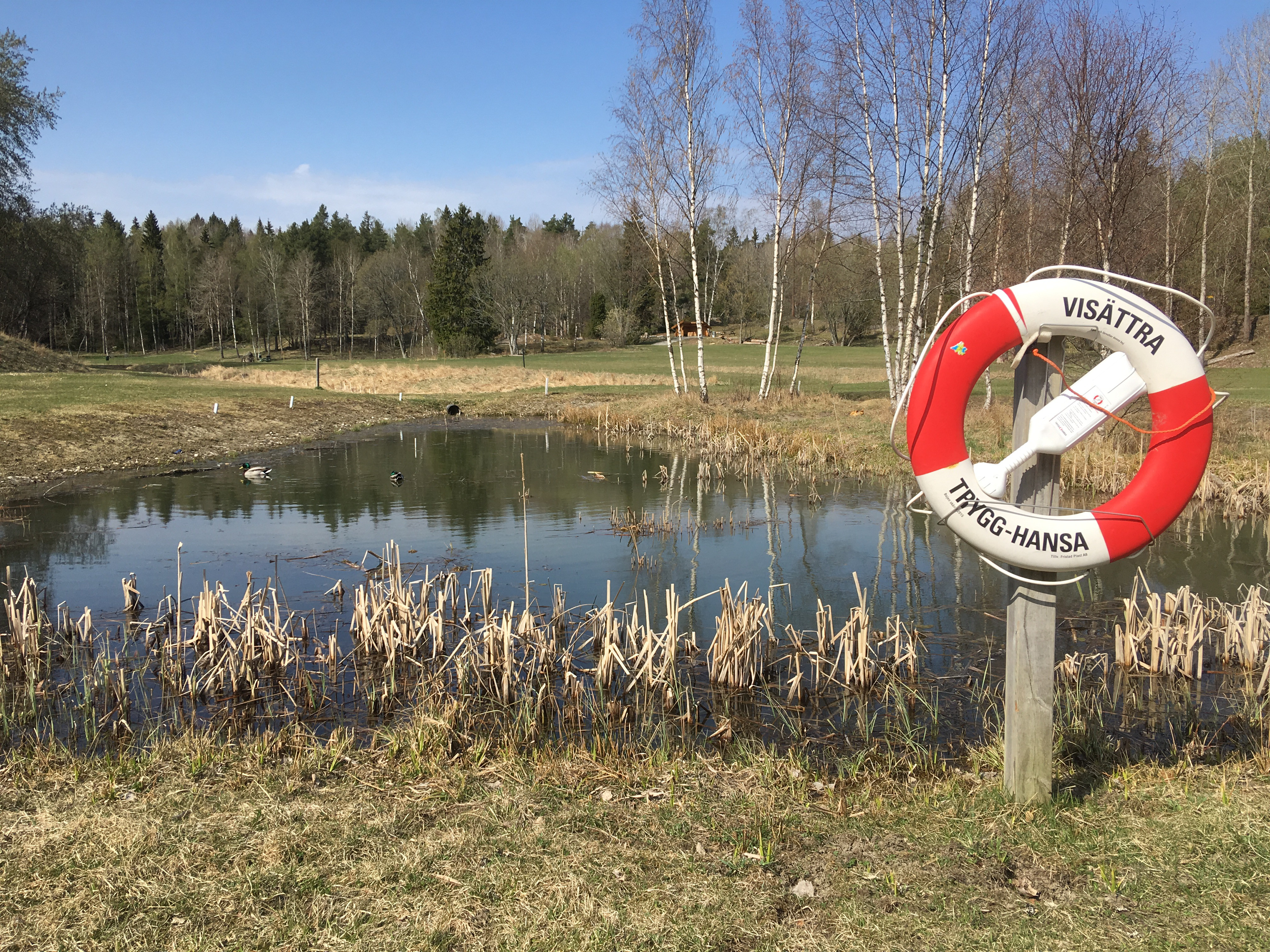
Dalgången med frisbeegolf
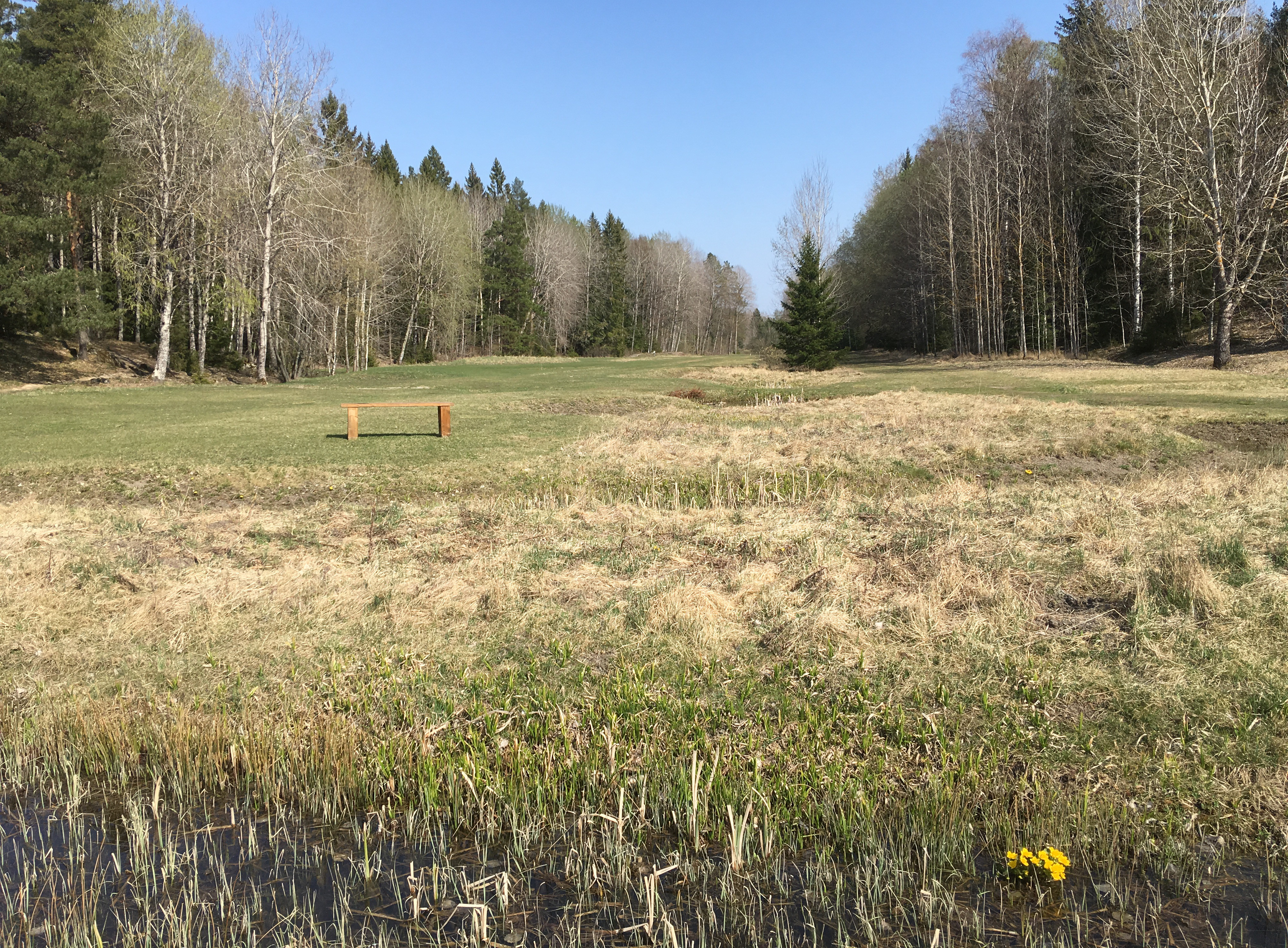
Dalgången med frisbeegolf
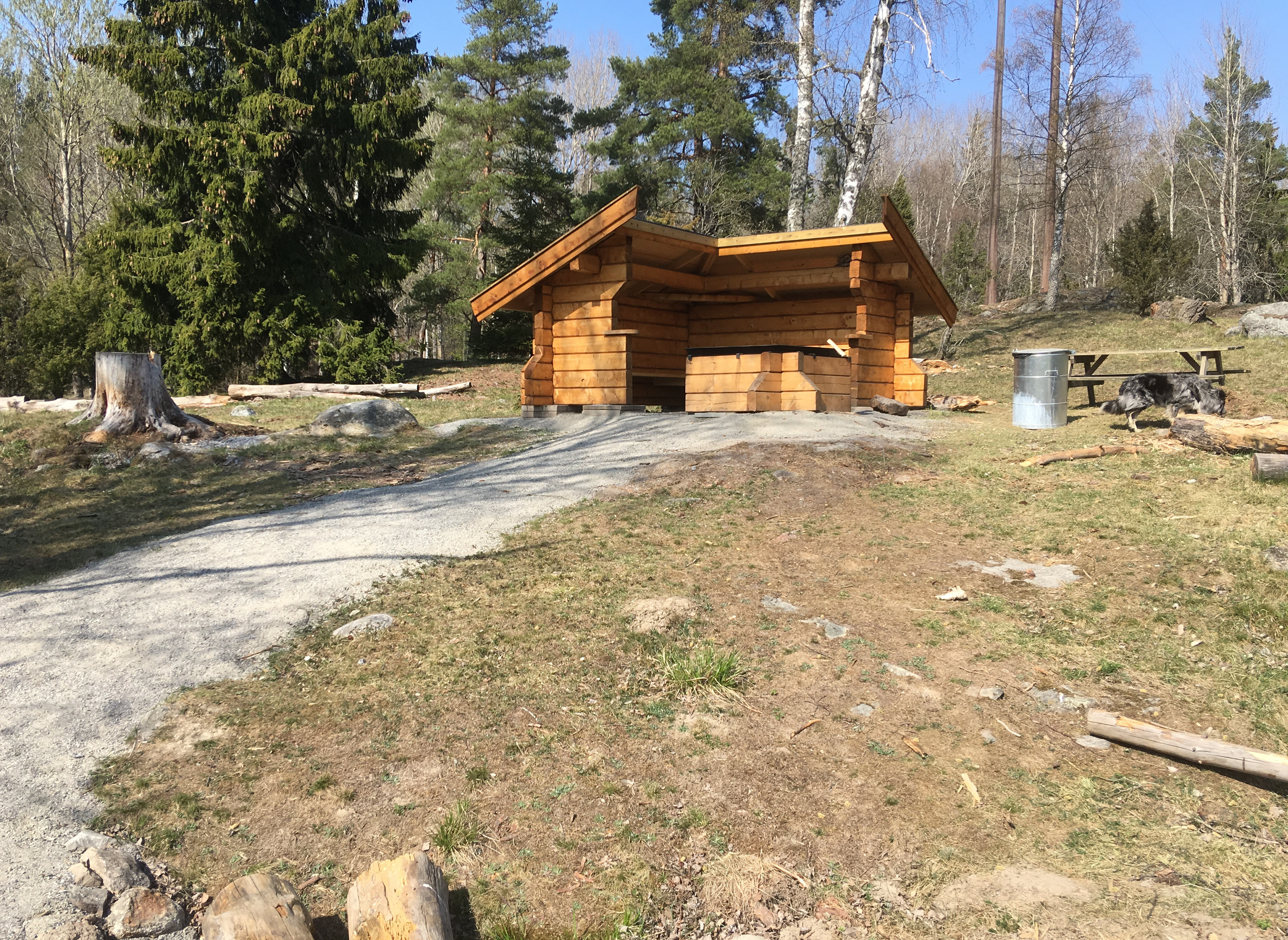
Grillplats vid frisbeegolf
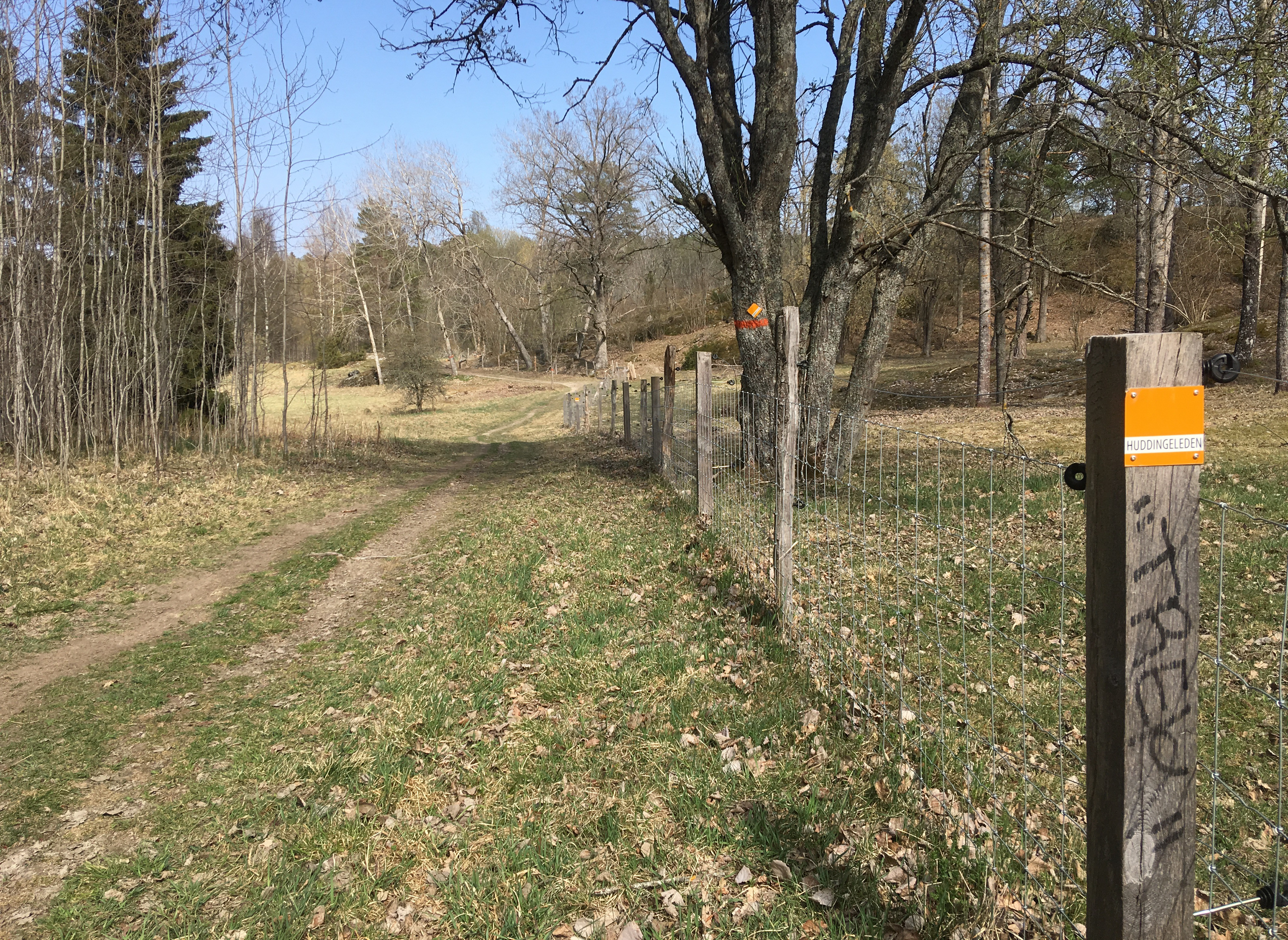
Huddingeleden mot Flemingsbergsviken